# Producte de solubilitat
El producte de solubilitat Ksol o Ks (antigament Kps) d'un compost iònic és la consant d'equilibri per a l'equilibri que s'estableix entre un sòlid i els seus ions en una dissolució saturada. El producte de solubilitat es pot expressar com:
Per a una reacció de dissolució d'um compost CmAn

{\displaystyle K_{\rm {sol}}=[\mathrm {C} ^{n+}]^{m}[\mathrm {A} ^{m-}]^{n}}

on:
- {\displaystyle [\mathrm {C} ^{n+}]} es la concentració del catió.
- {\displaystyle [\mathrm {A} ^{m-}]^{n}} es la concentració de l'anió.
- {\displaystyle n} i {\displaystyle m} son els respectius coeficients estequiomètrics.

Es compleix que:
- Si {\displaystyle Q>K_{\rm {sol}}}, la dissolució és sobresaturada.
- Si {\displaystyle Q<K_{\rm {sol}}}, la dissolució és insaturada.
- Si {\displaystyle Q=K_{\rm {sol}}}, la dissolució és saturada.